# Utbildning i Serbien
Utbildning i Serbien regleras av det serbiska utbildnings- och sportministeriet. 

## Skolformer
Skolplikten i Serbien är för barn i åldrarna 7-15 år.